# 청년 공산주의자 연맹 (쿠바)
청년 공산주의자 연맹(스페인어: Unión de Jóvenes Comunistas, UJC) 은 쿠바 공산당의 청년 조직이다. 입단은 자발적이고 선택적이며, 현재 활동하는 당원은 600,000명에 육박한다. 로고는 훌리오 안토니오 멜라, 카밀로 시엔푸에고스, 체 게바라의 얼굴을 형상화 한 것이다. 또한, 표어도 그려져있는데, 청년 공산주의자 연맹의 표어는 학습, 노동, 소총(스페인어: Estudio, Trabajo, Fusil)이다.

## 역사
청년 공산주의자 연맹은 1962년 4월 1일에 쿠바 공산당의 전신인 쿠바 사회주의 혁명연합당의 청년조직으로 설립되었다. 그해 개최된 청년 공산주의자 연맹의 초대 대회는 체 게바라가 주최하였다. 쿠바의 피오네르인 호세 마르티 피오네르 조직은 1962년부터 청년 공산주의자 연맹에 소속되어 있다.

## 조직 구조
청년 공산주의자 연맹의 최고 의사결정 기관은 중앙위원회이며, 지도자는 서기장이다. 호엘 이글레시아스 레이바가 청년 공산주의자 연맹의 초대 서기장이며, 현재 서기장은 아일린 알바레스 가르시아이다. 청년 공산주의자 연맹은 공산당 청년조직의 국제조직인 세계민주청년연맹에 가입되어 있으며, 제 11회, 제 14회 세계청년학생축전을 주최하였다. 청년 공산주의자 연맹은 일간 신문인 청년 반란군을 발행하고 있다.

## 같이 보기
- 쿠바 공산당
- 체 게바라
- 카밀로 시엔푸에고스

## 참고 자료
- "Efectuado Pleno del Comité Nacional de la Unión de Jóvenes Comunistas". Granma. 2012-09-25. Retrieved 9 January 2016.